# Janez Ovsec
Janez Ovsec, slovenski pesnik, esejist in publicist, * 24. junij 1922, Ljubljana, † 15. oktober 1989, Ljubljana
Ovsec je leta 1943 maturiral na klasični gimnaziji v Ljubljani. Nekaj časa je bil zaposlen pri Triglav filmu in uredništvu Mladine, nato pa je bil od 1961 knjižničar v NUK. Pesmi je pričel pisati med drugo svetovno vojno. Izhajajoč iz generacije Franceta Balantiča se razkriva kot intimni lirik subtilnega razpoloženja, prvinske narave in poglobljene duhovne ljubezni. Ovsec v pesmih v svobodnih rimah, a tudi v sonetni obliki izpoveduje nežna čustva, spoznanja in razpoloženja, težeč po poduhovljenosti  in iščoč človečanstvo v sodobni stehnizirani civilizaciji. Pisal je tudi scenarije za kratke dokumentarne filme. V Mladini je  objavljal članke in eseje o moderni umetnosti, polemične reakcije pa je izval leta 1954 z esejem »Kaj je z moderno?«

## Pesniške zbirke
- Samotna jutra (1958) (COBISS)
- Na dnu so samo še zvezde (1964) (COBISS)
- Sredi vrta je drevo (1969) (COBISS)
- Jezera dobrega sonca (1969) (COBISS)
- Na nebu vodnar (1974) (COBISS)
- Sama radost bivanja (1985) (COBISS)